# یوه یوشیناری
یوه یوشیناری (انگلیسی: Yoh Yoshinari؛ زادهٔ ۶ مهٔ ۱۹۷۱) کارگردان پویانمایی، پویانما، طراح شخصیت، هنرمند استوری بورد، تصویرگر اهل ژاپن است. وی از سال ۱۹۹۲ میلادی تاکنون مشغول فعالیت بوده‌است.